# Firhill Stadium
Das Firhill Stadium (durch Sponsoringvertrag Wyre Stadium at Firhill) ist ein Fußballstadion in der schottischen Stadt Glasgow. Es wurde 1909 erbaut und wird vom Fußballverein Partick Thistle genutzt. Von Dezember 2005 bis Sommer 2012 war das Stadion auch die Heimstätte des Rugby-Union-Mannschaft der Glasgow Warriors. Das Firhill Stadium bietet derzeit 10.102 überdachte Sitzplätze für die Zuschauer.

## Geschichte
Seit der Eröffnung des Firhill Stadium spielt der Fußballclub Partick Thistle in der Spielstätte, die den vorherigen Spielort Meadowside ersetzte. Das Stadion ist die sechste Sportstätte, in dem der 1876 gegründete Verein Partick Thistle seine Heimspiele austrägt. Im Jahr 1927 errichtete man den Main Stand und hatte damals 6.000 Plätze. Ein Jahr später am 25. Februar fand das Länderspiel der schottischen Fußballnationalmannschaft gegen Irland im Firhill Stadium statt. Es blieb bis heute das einzige Spiel der schottischen Mannschaft im Firhill. Im Jahr 2000 war das Stadion Austragungsort eines Spiels der Rugby-League-Weltmeisterschaft. Am 29. Oktober 2000 trafen die beiden Rugby-League-Nationalmannschaften von Schottland und der New Zealand Māori aufeinander. Das schottische Team verlor mit 16:17 gegen die Māori.
Die Anlage wurde mit den Jahren durch Neubauten der Tribünen umgestaltet. Im Jahr 1994 wurde der neue Jackie Husband Stand auf der Gegenseite mit 6.263 Sitzplätzen erbaut, der den alten überdachten Stehplatzrang ersetzte. Benannt ist der Bau nach dem ehemaligen Spieler Jackie Husband, der von 1938 bis 1950 für Partick Thistle spielte. Der alte Stehrang im Norden wurde abgerissen und 2002 durch den überdachten North Stand ersetzt, damit der Verein die Anforderungen der Scottish Premier League in Bezug auf die Sitzplatzkapazität erfüllen konnte. Die Tribüne hatte zuerst zwei Drittel der Platzbreite und wurde 2003 auf die ganze Breite erweitert. Der Main Stand fasst heute noch rund 2.900 Zuschauer. Im Januar 2006 gab der Club bekannt, dass die Haupttribüne aufgrund der hohen Kosten nur noch zu Ausnahmen wie Pokalspielen und Derbys gegen die Glasgow Rangers genutzt werden kann. Bei den Spielen der Glasgow Warriors gegen die Ligakonkurrenten Edinburgh Rugby wird der Main Stand weiterhin genutzt.
Die Südtribüne City End war wie der andere Hintertorrang im Norden eine unüberdachte Stehplatztribüne. Sie wurde für die Nutzung geschlossen und abgerissen. Heute befindet sich an ihrer Stelle eine Rasenfläche. Es ist geplant im Süden eine neue Sitzplatztribüne mit 1.000 Plätzen zu errichten. 2009 verkaufte der Verein das Südende und die Haupttribüne für 1 Mio. £ an die Immobiliengesellschaft Firhill Development Ltd. Die Gesellschaft plant dort die Errichtung neuer Zuschauerränge in Verbindung mit Wohnungen und Geschäften. Die Gästefans haben ihren Platz auf der Nordtribüne und auf dem nördlichen Ende der Haupttribüne.
Im September 2017 wurde das Energieversorgungsunternehmen Energy Checking Company Limited Namenssponsor des Firhill Stadium. Es trug den Namen The Energy Check Stadium at Firhill. Im Juni 2023 wurde ein neuer Vertrag über mindestens drei Jahre mit der Autokaufplattform Wyre abgeschlossen. Der Name lautet Wyre Stadium at Firhill.

## Tribünen
- Main Stand – (Ost, 2.900 Sitzplätze)
- Jackie Husband Stand – (West, 6.263 Sitzplätze)
- North Stand – (Nord, 1.724 Sitzplätze, Gästerang)
- City End – (Süd, ehemalige Stehplatztribüne, außer Betrieb)

## Besucherrekord und Zuschauerschnitt
Der Besucherrekord bei einer Partie von Partick Thistle stammt vom 18. Februar 1922, als die Hausherren gegen die Glasgow Rangers in der Scottish Football League First Division vor 49.838 Zuschauern antraten. Die Zahl von 54.723 Besuchern kamen zum Spiel der British Home Championship 1927/28 zwischen Schottland und Irland.
- 2014/15: 3.777 (Scottish Premiership)
- 2015/16: 3.990 (Scottish Premiership)
- 2016/17: 4.154 (Scottish Premiership)

## Galerie

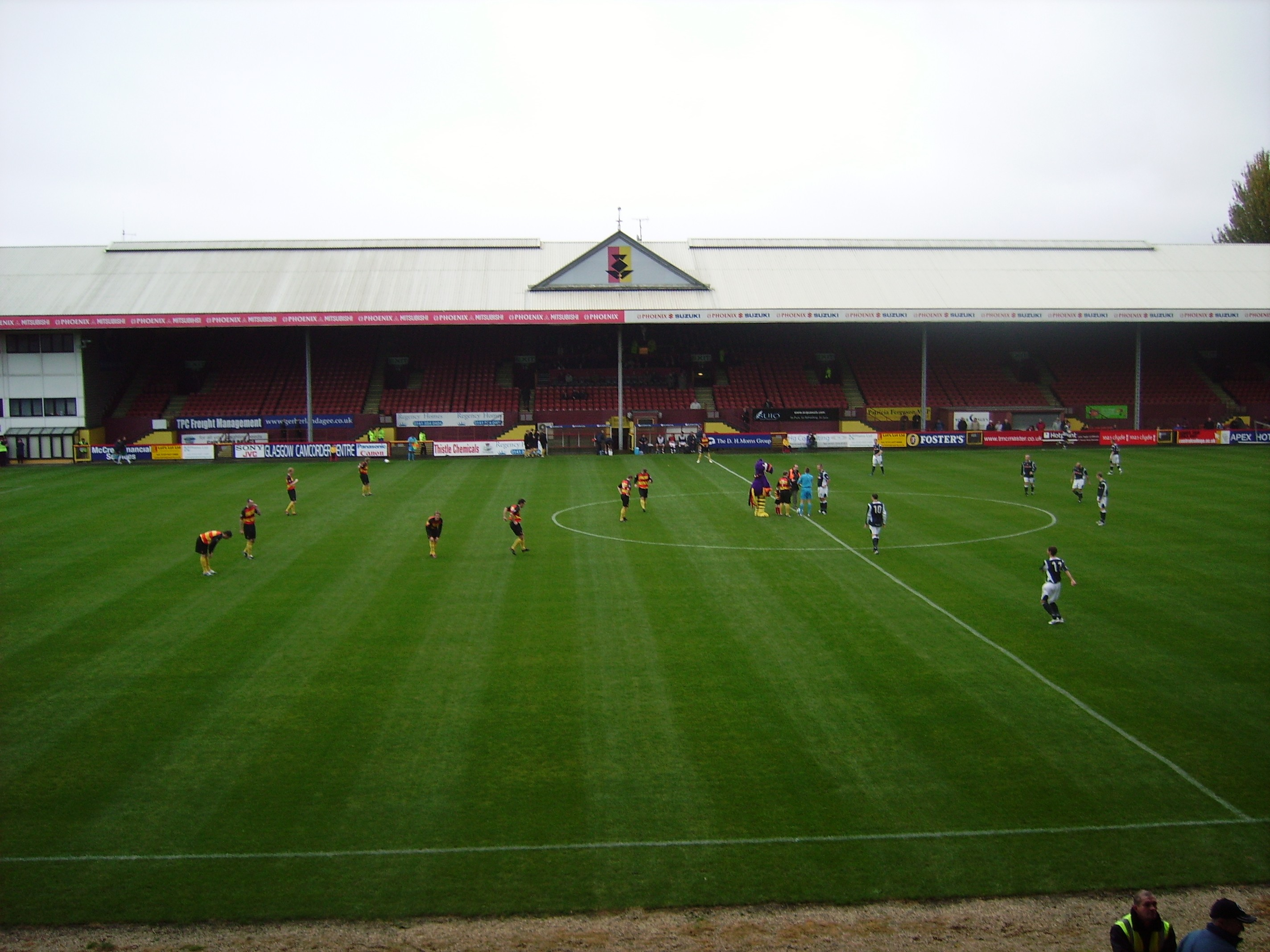
Main Stand
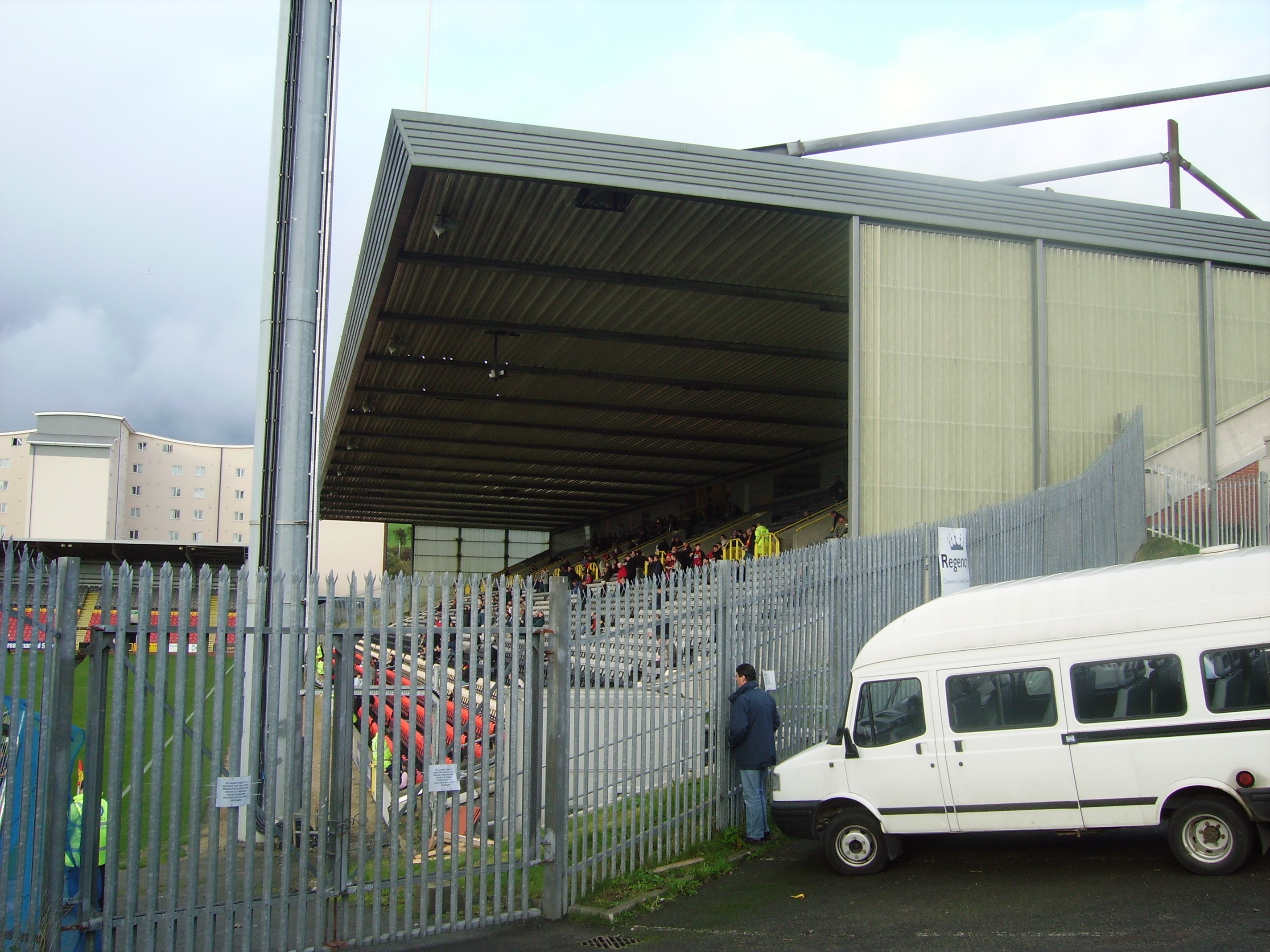
Jackie Husband Stand
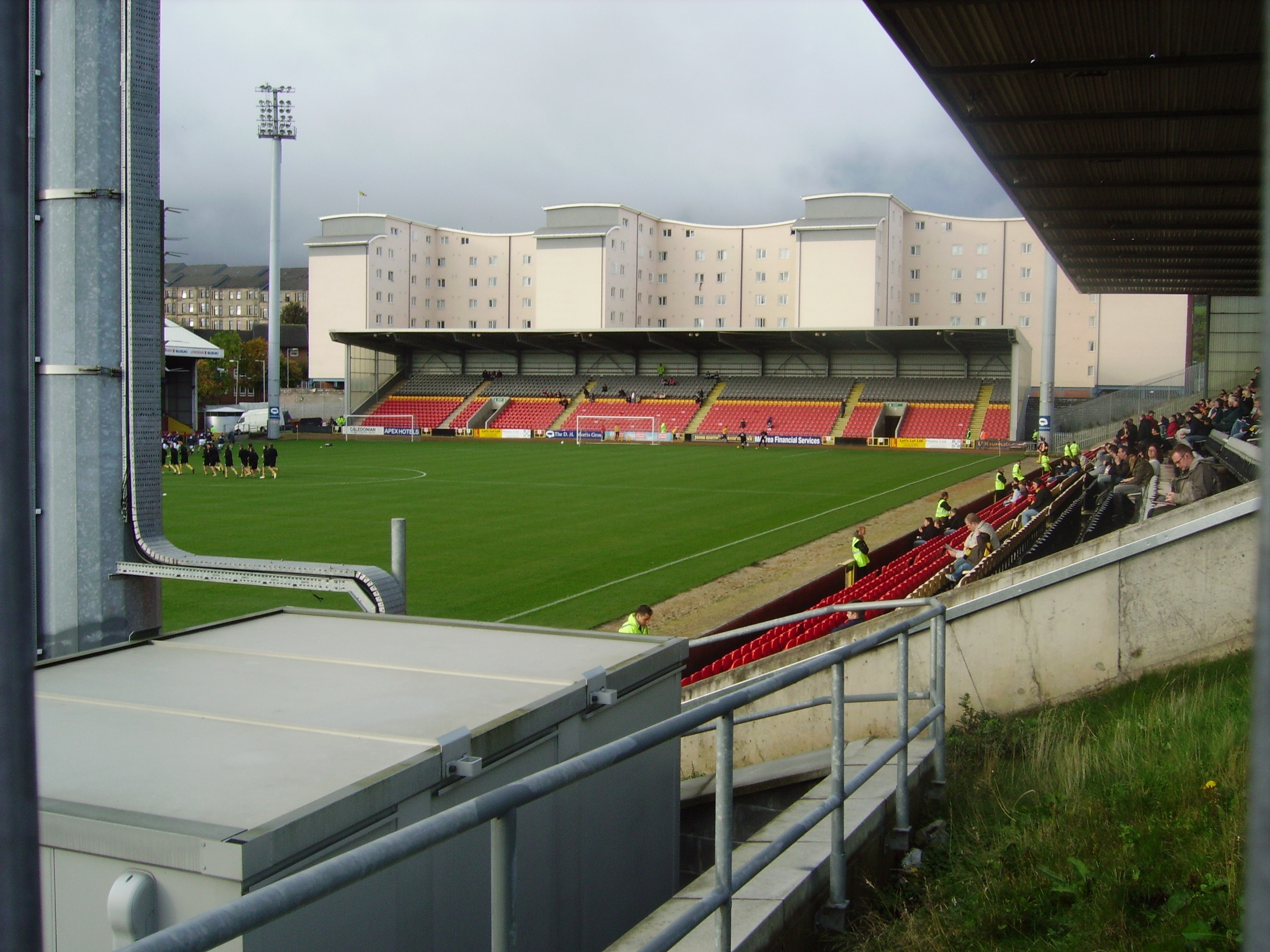
North Stand
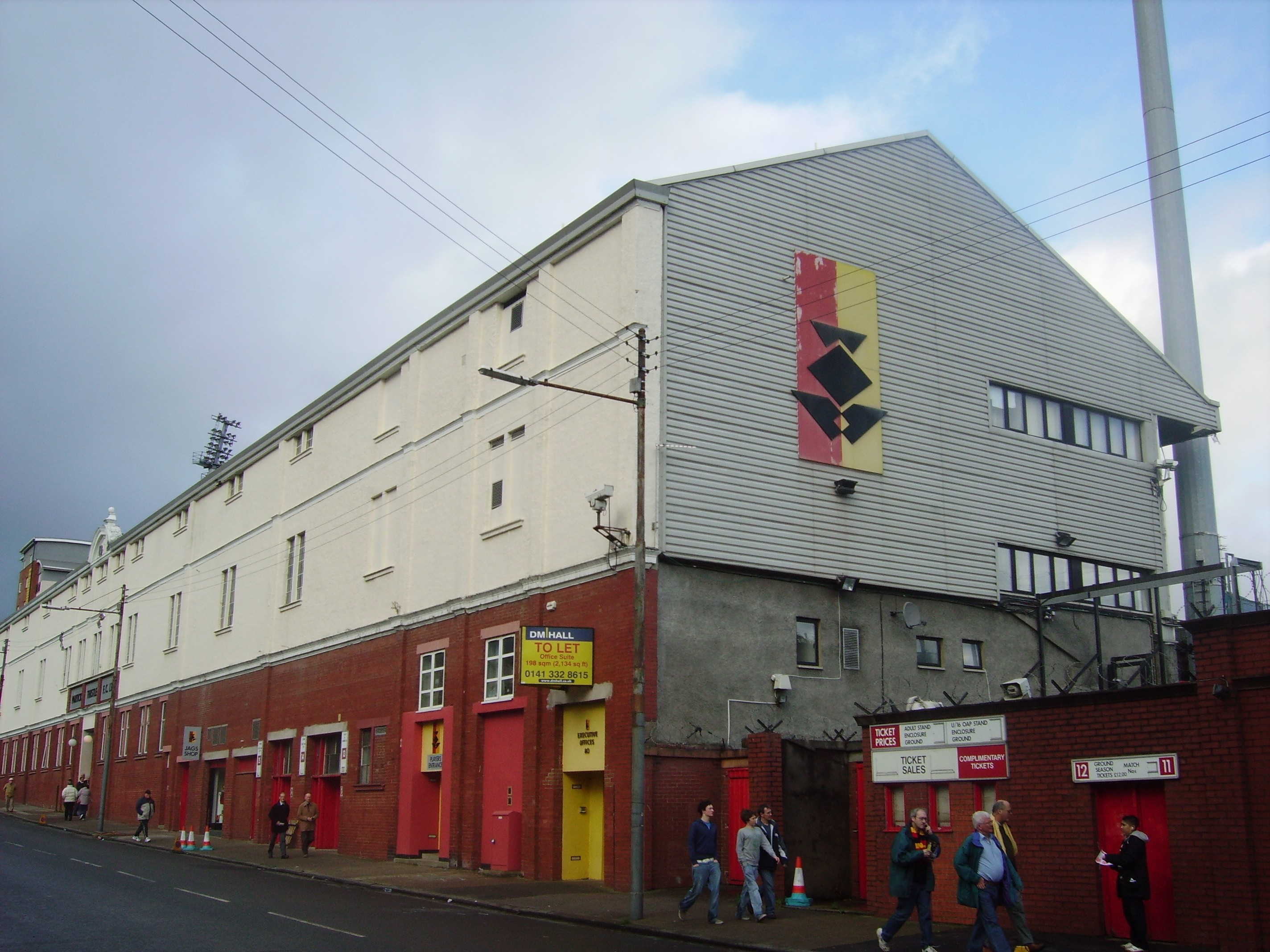
Firhill Stadium von der Firhill Road gesehen